# Maestro de Delft

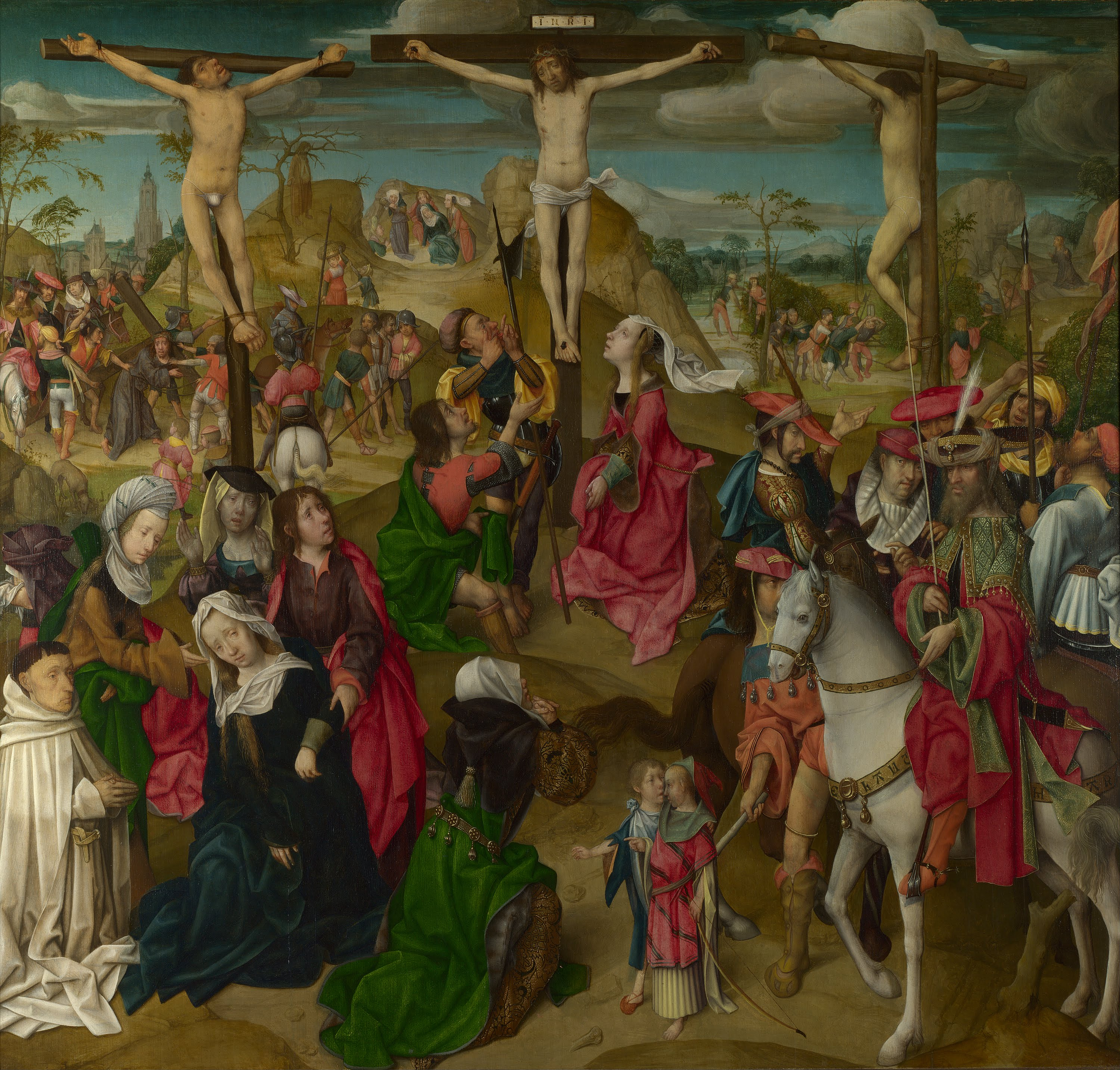
La Crucifixión: panel central. La torre Nieuwe Kerk está a la izquierda del ladrón de la izquierda. galería Nacional

El maestro de Delft ( fl c. 1490-1520) fue un pintor holandés del período final de la pintura holandesa temprana, cuyo nombre se desconoce.Es posible que naciera hacia 1470. En 1913, Max Jakob Friedländer utilizó por primera vez este nombre convenido para describir las alas de un tríptico con la Virgen y el Niño con Santa Ana, cuyo panel central es obra del Maestro de Fráncfort, y que actualmente se encuentra en Aquisgrán. Este tiene retratos de donantes de una familia identificable de Delft, la del burgomaestre de Delft, Dirck Dircksz van Beest Heemskerck (1463-1545), con su esposa e hijos.
También se le puede relacionar con Delft por la inclusión de la torre de la Nieuwe Kerk, terminada en 1496, en el fondo de su tríptico Escenas de la Pasión de Cristo de la National Gallery de Londres, generalmente considerado su obra maestra y el "tríptico más representativo y mejor conservado del grupo" que se le atribuye. Puede fecharse con bastante precisión en 1509, ya que ninguno de los grabados de los que toma prestados detalles es posterior a esa fecha. El donante monástico arrodillado a la izquierda del panel central puede ser Herman van Rossum, preboste del convento de Koningsveld, a las afueras de la ciudad. Existe un tríptico más grande, relacionado con el anterior, en una colección privada de Colonia.
Es un gran tomador de detalles de grabados, especialmente los de Lucas van Leyden, y posiblemente trabajó él mismo como grabador, probablemente en xilografía. Friedländer sugiere que ilustró un libro publicado en 1498.
Al parecer, Delft fue más notable como centro de miniaturas para manuscritos iluminados en este período que de pintura sobre paneles; Había muchos monasterios e iglesias en la ciudad, que, aunque pequeña, era rica en textiles y elaboración de cerveza.El estilo del maestro se puede comparar con el del Maestro de Virgo inter Virgines, que fue el otro pintor destacado activo en Delft en el mismo período.  Las carreras de ambos se hacen más difíciles de entender, ya que una proporción inusualmente alta tanto de pinturas como de documentos locales han sido destruidos en una serie de desastres: un gran incendio en 1536, el Beeldenstorm de 1566 u otras destrucciones protestantes de imágenes. La gran explosión de Delft de 1654 sin duda destruyó más. También hubo una tendencia a que los mayores encargos eclesiásticos recayeran en artistas de los grandes centros artísticos del sur.

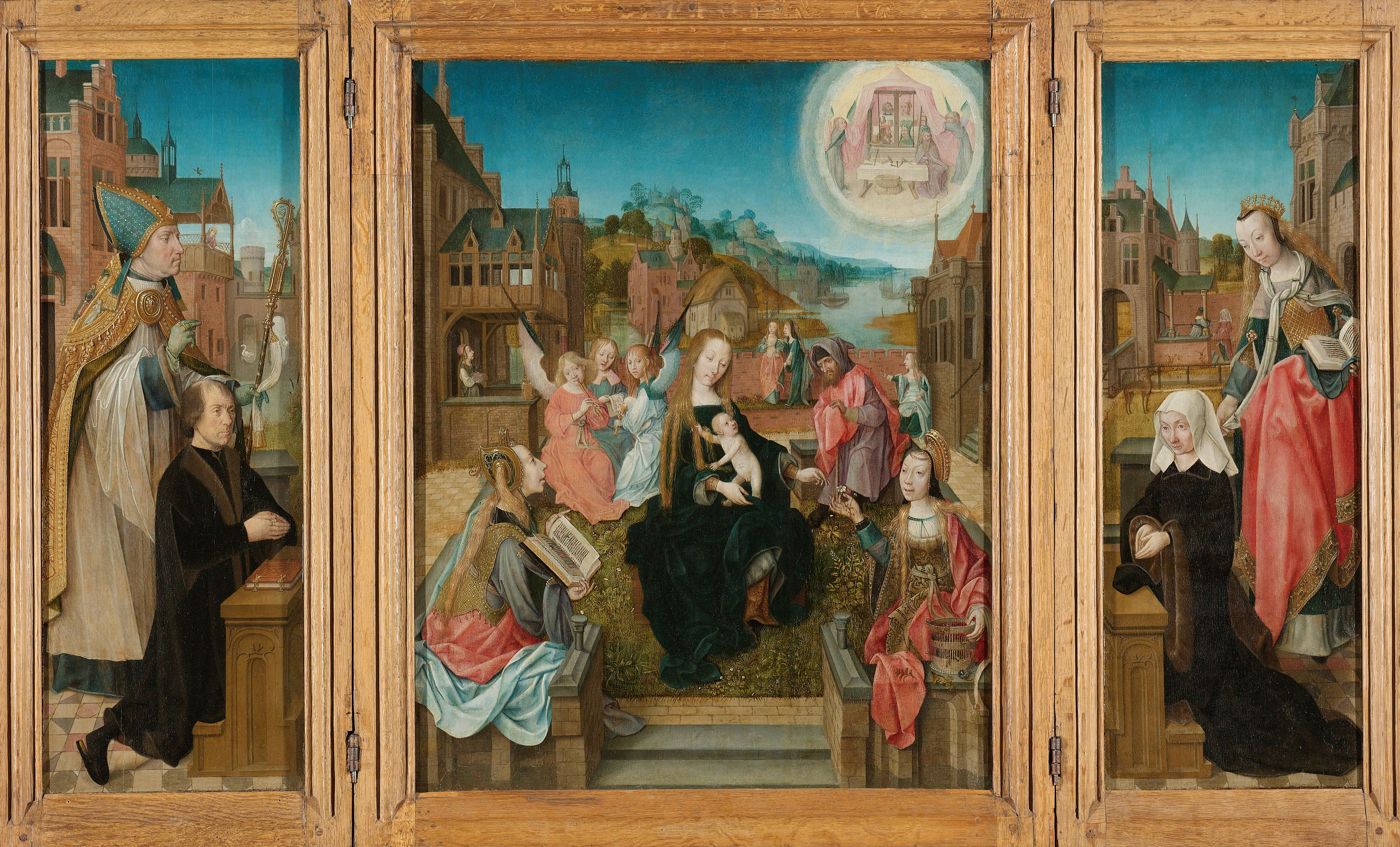
Virgen y Niño con santos y retratos de donantes

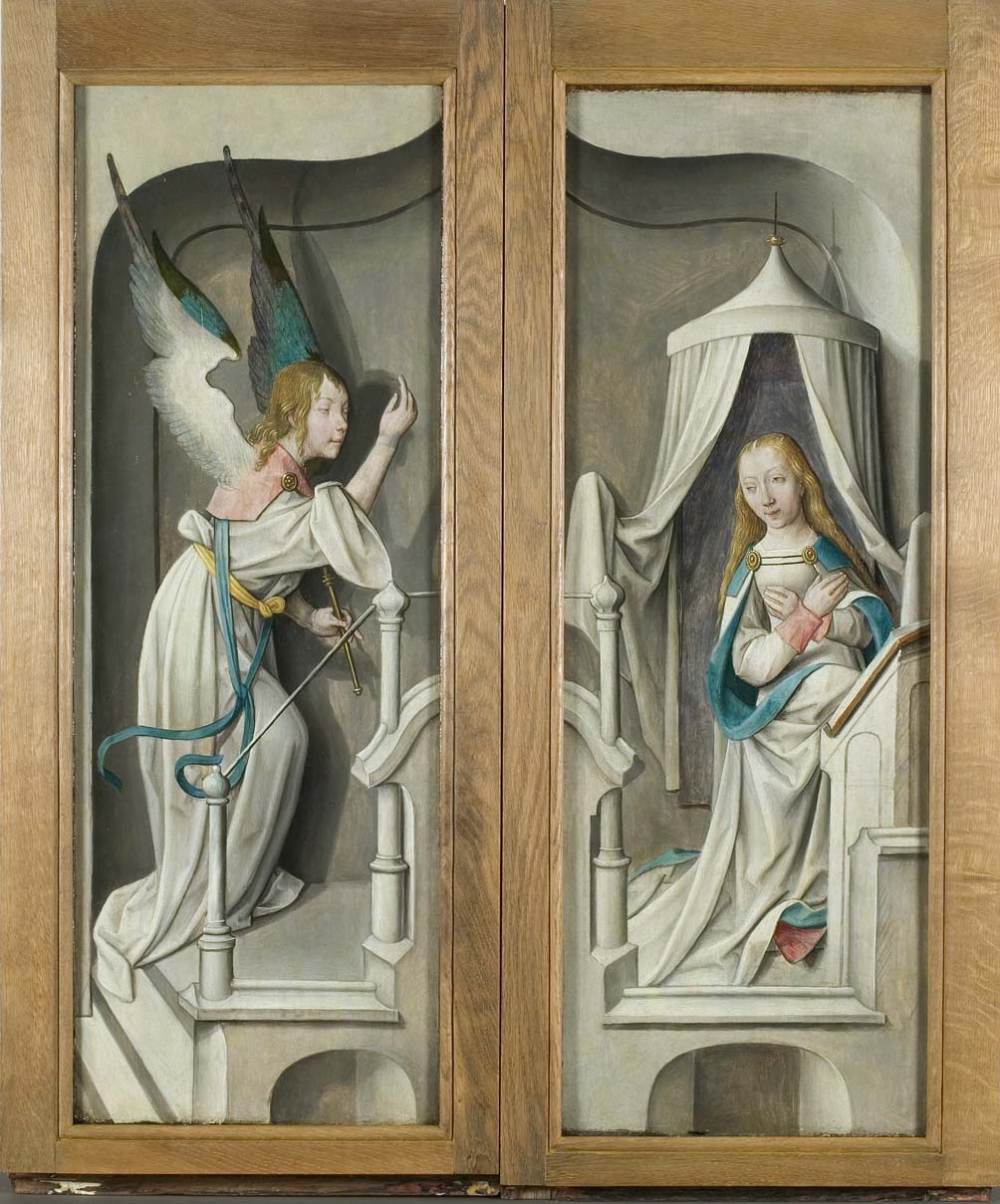
Alas cerradas con la Anunciación, Rijksmuseum / Museo Catharijneconvent

## Tríptico del Rijksmuseum
Un tríptico de la Virgen con santos y una pareja de donantes no identificados perteneciente al Rijksmuseum pero prestado al Museo Catharijneconvent, Utrecht, está fechado hacia 1500-1510; carece de la animada multitud de sus otros trípticos, pero es más tranquilo y tradicional.  Las alas laterales presentan a la pareja donante arrodillada, él a la izquierda, ella a la derecha, cada uno con un santo de pie detrás, presentándolos a las figuras divinas en el panel central, una disposición común. El santo obispo del ala izquierda, probablemente San Martín de Tours, puede ser un retrato disfrazado de David de Borgoña, un hijo bastardo del duque Felipe el Bueno de Borgoña, que fue nombrado obispo de Utrecht. Murió en 1496, aunque el retrato podría ser un recuerdo póstumo.
La parte exterior de las alas, que probablemente sería la vista cotidiana de la obra, mantenida cerrada salvo en fiestas especiales o tal vez los domingos, muestra una Anunciación, en su mayor parte en grisalla salvo el cabello y otras pequeñas zonas.
El panel central muestra un hortus conclusus o pequeño jardín cerrado con un muro (muy bajo) situado en una escena urbana con agua y montañas a lo lejos. La Virgen está sentada al frente, con el Niño de pie, desnudo, en su regazo, sosteniéndose el pelo. Hay otras figuras, todas femeninas (o angelicales), excepto San José, al fondo del jardín. Delante, sentadas en la pared, hay dos mujeres vestidas de forma exótica; detrás de la Virgen, un grupo de tres ángeles interpretan música, con una gaita, una flauta dulce y un tercer ángel que canta a partir de una partitura. Más atrás, y fuera del jardín, cuatro mujeres, ninguna de las cuales presta atención a las que están en el jardín, parecen habitantes corrientes del entorno que hacen su vida.
En el cielo, una visión muestra el Arma Christi, o Instrumentos de la Pasión, en una tienda cuyas cortinas son retiradas por ángeles. La escena es inusual en iconografía, y ha sido explicada por un erudito en una interpretación aún no generalmente aceptada, y reconocida pero no acordada por Jan Piet Filedt Kok en su catálogo del Rijksmuseum. Según esta interpretación, en lugar de ser santas difíciles de identificar, las dos mujeres de la parte delantera de los jardines son sibilas, una de las cuales muestra al niño Cristo su futuro 

## Otras obras

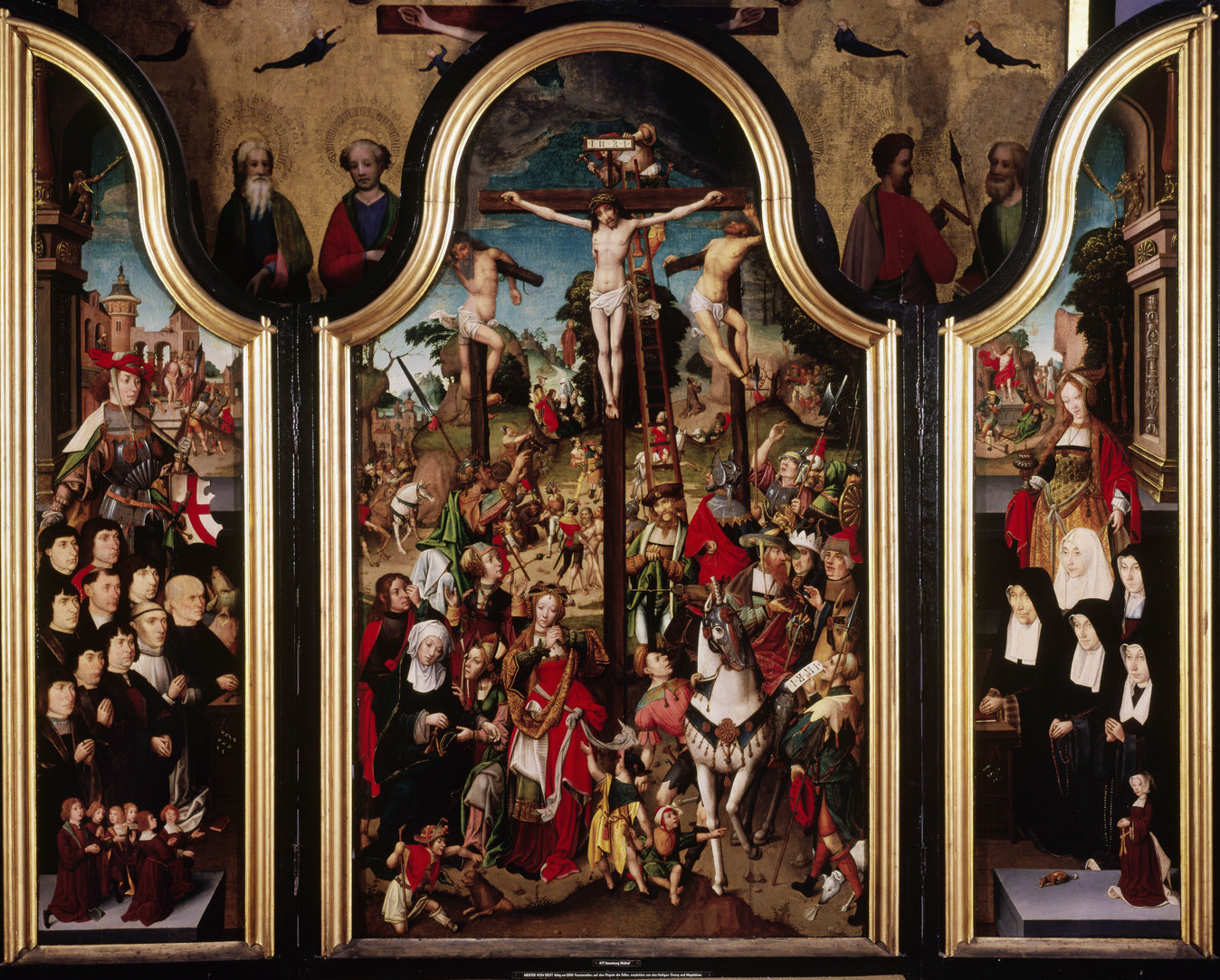
Tríptico de la crucifixión, Museo Wallraf-Richartz, Colonia

Los lados exteriores del tríptico de van Beest en Aquisgrán, cuyas alas pintó, tienen una escena de San Jerónimo en el desierto con su león.  Está completamente coloreado, mientras que hay santos en grisalla en el exterior de las alas de los trípticos de Londres (dos por ala) y Colonia. El Museo Catharijneconvent de Utrecht tiene una Virgen con la visión de Bernardo de Claraval de quizás 1495.  Él o un artista de su taller o círculo pintó un Cristo cargando la cruz en el Louvre (no se exhibirá en 2020).  "La galería de imágenes de Christ Church en Oxford tiene una Lamentación" . 
Un tríptico "posiblemente" del maestro, en una colección privada de Suiza, tiene una Adoración central de los Magos, con una Huida a Egipto en el panel izquierdo, y una Masacre de los Inocentes en el derecho.  En la base de datos RKD se proporcionan varias otras posibles atribuciones o adscripciones. 